# 2021 미시즈 유니버스 코리아
《2021 미시즈 유니버스 코리아》는 2021년에 실버아이TV에서 방송된 미인 대회다.

## 수상
| 순위 | 미시즈 | 클래식 | 그랜마 |
| ---- | ------ | ------ | ------ |
| 1위  | 박수진 | 정영희 | 정혜숙 |
| 2위  | 한아름 | 김현   | 이춘례 |
| 3위  | 김기령 | 이서연 | 임상혁 |

- 케이세웅뷰티상: 백설이
- 대화제약 우아한 어워드상: 김기령
- 한국여성언론협회 스피치상: 이민희
- 린글로벌 리더상: 이효진
- EHL바이오 챠밍상: 이채린
- 커어앤벅 미디어상: 안다정
- 그랭드보떼 패셔니스트상: 한아름
- 우정상: 장은희
- 안전지대 슈퍼스타상: 이채은
- 시크릿 다이어트 헬시뷰티상: 박수진
- 포토제닉상: 오화연
- 실버아이TV 스타상: 임상혁